# Leuchtturm Plau am See
Der Leuchtturm Plau am See ist das auf der oberen Galerie zur Seeseite hin montierte Sektorenfeuer, dessen weißer Leitstrahl den Booten das Fahrwasser vom Plauer See in die Elde markiert. Der 13,5 m hohe Leuchtturm, der kein offizielles Seezeichen ist, leitet den einfahrenden Sportbootverkehr.

## Geschichte
Die Mole in Plau am See in Mecklenburg wurde saniert und am 23. August 2012 konnte der neue Aussichtsturm am Molenkopf eröffnet werden.